# San Carlos del Zulia
San Carlos del Zulia, capital del municipio Colón en el estado Zulia. Se halla a 10 m de altitud a la orilla del río Escalante. La temperatura media anual es de 28 °C.
Actualmente, San Carlos cuenta con una población de más de 126 353 personas.

## Historia
Fundada el 23 de marzo de 1778, por el Capitán José Nicolás Antúnez Pacheco y de la Cruz y Velasco, regidor de la ciudad de Maracaibo, acompañado por el teniente Ramón Hernández de la Calle, encargado de la pacificación de los indios motilones poblar la zona. 
Después de la ceremonia de fundación, el sitio fue ocupado y parcelado. El 27 de marzo del mismo año, se demarcaron y distribuyeron las primeras 13 parcelas de tierra entre algunos de los primeros colonos. El capitán Antúnez Pacheco también nombró al primer alcalde, Rafael Echeverría, y a los miembros del primer Ayuntamiento o cabildo. Los planos para el trazado de la ciudad habían sido enviados y aprobados por las cortes reales en España el año anterior. 
La construcción de la ciudad comenzó formalmente con el nombramiento del nuevo consejo, y los destinos religiosos de la comunidad fueron confiados a la Orden Capuchina.
San Carlos del Zulia creció hasta convertirse en un importante centro ganadero y en un núcleo clave para la distribución de alimentos hacia el norte de la región andina y el estado Apure. Su desarrollo se vio fortalecido por la integración de poblaciones vecinas, como Santa Bárbara del Zulia, formando un único centro urbano que hoy alberga diversas industrias, desde aserraderos hasta plantas de procesamiento de carne.

## Infraestructura
Se sirve de un aeropuerto, una central térmica, y de primer nivel de educación y los servicios médicos. 

### Vías de comunicación
Se comunica por carretera con Encontrados (44 km) y El Vigía (59 km). Otras vías cruzan las tierras llanas que rodean la localidad donde predominan los cultivos comerciales de maíz y plátanos así como la cría de vacunos.

## Sitios de interés
Famosa por sus hermosos parajes naturales, algunos de sus más populares son: ríos Catatumbo, Escalante y Zulia, Ciénagas San Miguel de Agua Clara y de Valderrama, Laguna Birimbay.

## Festividades
Se celebran las fiestas de Nuestra Señora del Carmen (julio 16), Santa Bárbara(diciembre 4) y San Carlos (noviembre 4). Dependen de ella las parroquias Moralito, San Carlos del Zulia, Santa Bárbara, Santa Cruz del Zulia y Uríbarri. 
La fiesta de Nuestra Señora del Carmen tiene lugar cada año el 16 de julio y los de Santa Bárbara 4 de diciembre y San Carlos el 4 de noviembre.
- Datos: Q1005022

1. ↑  Worldpostalcodes.org, código postal n.º 4044.